# Санчарский перевал
Санча́рский перевал — перевал на высоте 2589 м в Западном Кавказе. С августа 1942 г. по январь 1943 г. на Санчарском перевале происходили битвы между 49-м горнострелковым корпусом генерала Рудольфа Конрада с двумя румынскими горнострелковыми дивизиями с одной стороны, и частями 46-й армии Закавказского фронта с другой. Перевал несколько раз переходил из рук в руки.

## География
Санчарский перевал расположен в Главном Кавказском хребте, ведет из Кубанской области в Сухумский отдел, соединяет долины рек Санчара и Баул. От Главного хребта восточнее перевала ответвляется протяжённый гребень. В Кубанской области тянется к нему по верхней части долины Большой Лабы вьючная тропа, на которую можно попасть с верховьев Урупа, а также с долины Большого Зеленчука. Эта тропа поднимается на 9070 футов, а затем на южном склоне Кавказского хребта начинает спускаться в долину Бзыби. Последняя часть подъёма на перевал идёт по каменистым террасам вдоль цепочки озёр. Седловина перевала выражена слабо и занимает обширный участок гребня Главного хребта. Спуск с перевала вначале довольно крутой и каменистый, далее тропа идёт по лугам на склоне отрога, над речкой Бештон и приводит в неглубокую «висячую» долину, залегающую вдоль Главного Кавказского Хребта. В конце долины тропа взбирается на вершину отрога. Дальше непрерывный крутой спуск к речке Ахей. С перевала открывается вид на абхазское поселение Псху. Дороги к этому перевалу плохи; кроме того, этот перевал доступен только в течение 2—3 летних месяцев и служит главным образом для прогона скота в Кубанскую область и обратно.

## История
С древнейших времён Санчарским перевалом пользовались северокавказские племена. Через перевал перегонялся на пастбища скот, проходили и торговые караваны, и воины. Через них шли персы, византийцы, турки, монголы. В 1864 году, завершая покорение Западного Кавказа, в долину через перевал вошли с боями русские войска. Для обеспечения доступа российских войск к черноморскому побережью через Главный хребет и защиты новых территорий на случай новых столкновений с Турцией, было решено создать наряду с Военно-Грузинской и Военно-Сухумской дорогами ещё одну — из долины Большой Лабы через Санчарский перевал. Обследование древнего перевального пути проводил гляциолог К. И. Подозерский. Экспедиция признала строительство дороги возможным, строительство закончилось прокладкой вьючной тропы.

## Великая Отечественная война
Через перевал была самая короткая и доступная дорога на Гудауту вдоль реки Бзыбь и на Сухуми по долине Гумисты. Немецкое командование планировало обойти Главный Кавказский хребет с запада и востока и одновременно силами горнострелковых подразделений захватить перевалы, прорваться к Чёрному морю и в Закавказье, отрезав Черноморскую группировку войск. В первых числах августа 1942 года началось продвижение к перевалам. В горы шли хорошо обученные, полностью укомплектованные, обеспеченные специальным альпинистским снаряжением соединения. Оборона перевала советскими войсками была недостаточно подготовлена, так, северные склоны Санчарского перевала вообще не оборонялись. Частично это объяснялось недооценкой возможности прорыва немцев через Кавказский хребет. 25 августа 4-я горнострелковая дивизия начала наступление на Санчарский перевал, обороняемый стрелковой ротой 808-го полка и сводным отрядом НКВД. Для ликвидации прорыва была создана Санчарская группа войск, остановившая продвижение противника на юг. К 8 сентября враг отступил и закрепился на перевале, заняв все господствующие высоты и создав огневые точки. 307 полк безуспешно пытался выбить противника ударами с разных направлений. 16 сентября в результате упорных кровопролитных боёв части Санчарской группы войск подошли к южным склонам перевала Санчаро.
В связи с приближением зимы со взятием Санчаро надо было торопиться. 12 октября батальоны 307 и 66-го полков сосредотачиваются под склонами западного Санчаро. Несмотря на тяжёлые условия для штурма, 14 октября начался штурм хребта, 15 октября перевал был взят. В разгроме фашистов на перевале большую роль сыграл командир Санчарской группы войск генерал Иван Пияшев.
В конце ноября, согласно приказу командующего 46-й армией Леселидзе, Санчарская группа была расформирована. Оборона перевала возлагалась на 2-й сводный полк. На перевалах были оставлены заставы-роты, которые периодически менялись. С наступлением зимы боевые действия прекратились. Войска Оси ушли из региона в январе 1943 г., поскольку уничтожение 6-й армии фельдмаршала Паулюса под Сталинградом, освобождение советскими войсками Моздока и Нальчика создало угрозу окружения и сделало бессмысленным удержание кавказских вершин в условиях общего отступления вермахта.
Следы боев — стрелковые ячейки, блиндажи, кучи гильз и осколки снарядов — встречаются до сих пор.